# Jorgeus jimenezi
Jorgeus jimenezi är en stekelart som beskrevs av Ian D. Gauld 1997. Jorgeus jimenezi ingår i släktet Jorgeus och familjen brokparasitsteklar. Inga underarter finns listade i Catalogue of Life.